# طوماس أوبرمان
طوماس لودفيغ ألبرت أوبرمان (27 أبريل 1954 - 25 أكتوبر 2020))، هو سياسي ألماني شغل مناصب وزارية.
ولد يوم 27 نيسان 1954 في فريكنهورست، ألمانيا الغربية، سياسي ألماني في الحزب الديمقراطي الاجتماعي (SPD). من 1998-2003، كان وزير العلوم والثقافة في ولاية سكسونيا السفلى. ولقد كان الأمين الأول للحزب الديمقراطي الاجتماعي البرلمانية في البوندستاغ من تشرين الثاني 2007 إلى كانون الأول 2013. ويشغل حاليا منصب رئيس المجموعة البرلمانية للحزب الديمقراطي الاجتماعي.
أوبرمان ينتمي إلى الجناح اليميني في الحزب الديمقراطي الاجتماعي، والمعروف باسم الإصلاحيين والمعتدلين.

## روابط خارجية
- طوماس أوبرمان على موقع IMDb (الإنجليزية)
- طوماس أوبرمان على موقع مونزينجر (الألمانية)